# 알토란 생활법률
알토란 생활법률은 대전MBC 표준FM에서 평일 오전 8시 52분부터 8시 57분까지 방송하는 라디오 프로그램이다.

## 진행
- 법무법인 저스티스 변호사 4인